# Iliad Italia
Die Iliad Italia S.p.A. ist ein italienischer Mobilfunknetzbetreiber mit Sitz in Mailand. Als Tochter der französischen Iliad-Gruppe betreibt das Unternehmen italienweit seit Frühjahr 2018 neben TIM, Vodafone Italia und Wind Tre das vierte italienische Mobilfunknetz mit über 9,56 Millionen Kunden am 31. Dezember 2022.

## Geschichte
Iliad Italia wurde 2016 als italienische Tochtergesellschaft der französischen Iliad gegründet. 2017 begann der Erwerb der Frequenzen, die infolge der Fusion von Wind Telecomunicazioni sowie H3G nicht mehr genutzt wurden. Zum 31. Dezember 2017 hat Iliad fast 300 der von Wind Tre aufgegebenen Standorte übernommen, die restlichen sollen bis Ende 2019 übertragen werden.
Im Jahr 2018 wurde Benedetto Levi als Geschäftsführer bestellt. Im Rahmen der Entwicklung der erforderlichen Infrastruktur zur Abdeckung Italiens mit einem eigenen Netz wurde am 16. Februar 2018 eine Vereinbarung mit der spanischen Gruppe Cellnex geschlossen, die Iliad über 7700 Mobilfunkantennen zur Verfügung stellt. Am 29. Mai 2018 begann deren Betrieb. Schon am 18. Juli 2018 gab Iliad offiziell bekannt, dass es die Zahl von einer Million Kunden erreicht hatte sowie am 6. September 2018 zwei Millionen Kunden.
Iliad hat in Italien Simboxen eingeführt. Hierbei handelt es sich um von der französischen Gruppe „Aures“ entwickelte Automaten, die den Kauf und die Registrierung von SIM-Karten anbieten.

## Mobilfunknetz
Iliad erhielt, durch eine Fusionsauflage an Wind Tre, das Recht italienweit – nach der Fusion zwischen Wind und Tre – neu Konsolidierte Standorte mitzubenutzen oder freigewordene Standorte zu übernehmen. Daher werden nur wenige Anlagen neu gebaut. Als eine weitere Fusionsbedingung wurden 35 MHz an freigewordenem, ehemaligem Tre Funk-Spektrum, an Iliad übertragen. Davon sind 20-30 MHz für LTE und 15-5 MHz für UMTS vorgesehen. Bei der 5G Auktion 2018 konnte Iliad weitere 30 MHz ersteigern, welche für 5G vorgesehen sind. Iliad startete den eigenen Netzausbau 2018 mit Sendeanlagen, welche auf 1800 MHz und 2600 MHz sendeten, seit 2020 wird vielerorts auch die Frequenz 2100 MHz für LTE verwendet. 700, 900 und 3600 MHz sind (Stand 2020) noch nicht aktiv, Technik für 900 MHz ist jedoch auf allen Sendeanlagen eingebaut, 700 MHz an allen vorgesehen.
Standorte werden, mit wenigen Ausnahmen, aufgrund der Frequenzknappheit sofort mit allen verfügbaren Frequenzen und Technologien ausgebaut. Verwendet wird Hardware von Nokia oder Cisco Systems und Antennen von Commscope oder Huawei. Iliad Standorte können an den 5 bis 7 grauen Nokia RRUs sowie an der großen Multibandantennen erkannt werden.
Ende März 2019 wurde im Norden Mailands, in der Nähe des Hauptsitzes, das erste Iliad LTE Testfeld aktiviert. Seither wurde das Netz stetig ausgebaut, Ende 2019 waren ungefähr 2000 Sendeanlagen im Iliad Netz aktiv. Im restlichen, nicht abgedeckten, Staatsgebiet werden Eigentümer einer Iliad SIM in das Netz von Wind Tre eingebucht. Hierfür wird die RAN Sharing Technologie verwendet.
| Frequenz                                       | Bandbreite | Technologie          |
| ---------------------------------------------- | ---------- | -------------------- |
| 700 MHz (derzeit nicht aktiv, nicht ausgebaut) | 10 MHz     | 5G                   |
| 900 MHz (derzeit nicht aktiv, aber ausgebaut)  | 5 MHz      | UMTS                 |
| 1800 MHz                                       | 10 MHz     | LTE                  |
| 2100 MHz (teilweise als LTE aktiv)             | 10 MHz     | UMTS (geplant) + LTE |
| 2600 MHz                                       | 10 MHz     | LTE                  |
| 3700 MHz (derzeit nicht aktiv)                 | 20 MHz     | 5G                   |